# Data mapping
Le data mapping est un procédé permettant de définir au niveau d'un langage de programmation la correspondance entre deux modèles de données. 
L'Office québécois de la langue française propose comme équivalent en français mise en correspondance  de données.
L'accès aux données se fait habituellement à travers des requêtes SQL fortement typées selon la structure des données. Le mapping permet aux utilisateurs d'accéder aux données à travers un ensemble de fonctions sans se soucier de la structure des bases de données. 
Par exemple, on peut recourir à un mapping lorsqu'on veut mettre des objets dans une base de données relationnelle (mapping objet-relationnel). C'est le cas par exemple de l'outil de mapping nommé Hibernate.
Certaines solutions permettent également de faire du mapping vers du XML ou des SGBDOO.
Les solutions de mapping permettent de mettre l'accent sur le modèle métier et non pas sur les contraintes techniques d'accès aux données.
Avec l'apparition des architectures orientées services, les architectes et développeurs sont confrontés à un nouveau type de mapping : entre les objets et les services.